# Herman Long
Herman C. Long (13 de abril de 1866 – 17 de setembro de 1909) foi um jogador profissional de beisebol que atuou como shortstop na Major League Baseball (MLB) jogando pelo Kansas City Cowboys, Boston Beaneaters, New York Highlanders, Detroit Tigers e Philadelphia Phillies. Long era conhecido por seu alcance e força nos braços como shortstop, mas tambémd etém o recorde da MLB por erros na carreira.

## Morte
Em agosto de 1909, o The New York Times reportou que Long estava muito doente. Alguns meses antes, ele tinha se mudado para Denver, Colorado, por problemas relacionados ao pulmão. Long morreu de tuberculose no mês seguinte em Denver.